# Recherches en communication
Recherches en communication est une revue scientifique internationale à évaluation par les pairs en sciences de l'information et de la communication (SIC) créée en 1994 au Département de communication de l'Université catholique de Louvain (UCLouvain), en Belgique. Elle est aujourd'hui éditée par le Centre de recherche en communication (RECOM) de l'UCLouvain. Elle est publiée sur base semestrielle (2 numéros/an). La revue a longtemps publié des articles exclusivement en français, mais publie également, depuis le n°19 (2003), des articles en anglais. En France, Recherches en communication est reconnue depuis 2010 comme une revue qualifiante CNU/AERES pour la 71e section (information et communication).

## Liste des numéros parus

### Dossiers thématiques
1. La métaphore I (1994)
2. La métaphore II (1994)
3. Le temps médiatique (1995)
4. La médiation des savoirs (1995)
5. La médiatisation des passions sportives (1996)
6. La reconnaissance (1996)
7. Le récit médiatique (1997)
8. Image et narration (1997)
9. L'autorégulation des journalistes (1998)
10. Image(s) et cognition (1998)
11. Un demi-siècle d'études en communication (1999)
12. Anthropologie des lieux de communication (1999)
13. Médiation et régulation sociale (2000)
14. Télévision et histoire (2000)
15. Médias, éducation et apprentissage (2001)
16. Interfaces sémiotiques et cognition (2001)
17. Esthétique des organisations (2002)
18. Espace organisationnel et architecture (2002)
19. Sémiotique cognitive - Cognitive Semiotics (2003)
20. La polémique journalistique (2003)
21. Médias et usagers (2004)
22. Risques et communication: la communication dangereuse (2004)
23. La médiatisation de l'économie (2005)
24. Spectacularisation du politique (2005)
25. Légitimation et communication (2006)
26. Nouvelles voies de la radio - The way ahead for radio research (2006)
27. Photographie et communication (2007)
28. Variations autour de la communication (2007)
29. La pensée iconique (2008)
30. Médiatisation des publics sportifs (2008)
31. Culture et communication (2009)
32. Communication et santé: quelles reconfigurations des relations? (2009)
33. Les compétences médiatiques des gens ordinaires I (2010)
34. Les compétences médiatiques des gens ordinaires II (2010)
35. Communication d'organisation et environnement (2011)
36. Médias et culture de soi (2011)
37. Radio et narration: de l'enchantement au réenchantement (2012)
38. Communication et croyance (2012)
39. Towards neojournalism? Vers un nouveau journalisme? I (2013)
40. Towards neojournalism? Vers un nouveau journalisme? II (2013)

### Hors série
1. Actes du colloque "Communication des savoirs et publicité sociale", complément électronique au numéro 4 - La médiation des savoirs (1995)